# Síugrás a 2016. évi téli ifjúsági olimpiai játékokon
A 2016. évi téli ifjúsági olimpiai játékokon a síugrás versenyszámait február 16. és 18. között rendezték a Lillehammeri Lysgårdsbakken síugrósáncon.

## Részt vevő nemzetek
A versenyeken 19 nemzet 32 sportolója vett részt.
| Nemzetek               | Férfi indulók | Női indulók | Összesen |
| ---------------------- | ------------- | ----------- | -------- |
| Ausztria (AUT)         | 1             | 1           | 2        |
| Csehország (CZE)       | 1             | 1           | 2        |
| Egyesült Államok (USA) | 1             | 1           | 2        |
| Észtország (EST)       | 1             |             | 1        |
| Finnország (FIN)       | 1             |             | 1        |
| Franciaország (FRA)    | 1             | 1           | 2        |
| Japán (JPN)            | 1             | 1           | 2        |
| Kazahsztán (KAZ)       | 1             |             | 1        |
| Lengyelország (POL)    | 1             | 1           | 2        |
| Magyarország (HUN)     | 1             | 1           | 2        |
| Németország (GER)      | 1             | 1           | 2        |
| Norvégia (NOR)         | 1             | 1           | 2        |
| Olaszország (ITA)      | 1             | 1           | 2        |
| Oroszország (RUS)      | 1             | 1           | 2        |
| Románia (ROU)          | 1             | 1           | 2        |
| Svájc (SUI)            | 1             | 1           | 2        |
| Szlovénia (SLO)        | 1             |             | 1        |
| Törökország (TUR)      | 1             |             | 1        |
| Ukrajna (UKR)          | 1             |             | 1        |
| Összes sportoló        | 19            | 13          | 32       |

## Éremtáblázat
(A táblázatokban az egyes számoszlopok legmagasabb értéke, vagy értékei vastagítással kiemelve.)
| A 2012. évi téli ifjúsági olimpiai játékok éremtáblázata síugrásban | A 2012. évi téli ifjúsági olimpiai játékok éremtáblázata síugrásban | A 2012. évi téli ifjúsági olimpiai játékok éremtáblázata síugrásban | A 2012. évi téli ifjúsági olimpiai játékok éremtáblázata síugrásban | A 2012. évi téli ifjúsági olimpiai játékok éremtáblázata síugrásban | Olimpia  |
| ------------------------------------------------------------------- | ------------------------------------------------------------------- | ------------------------------------------------------------------- | ------------------------------------------------------------------- | ------------------------------------------------------------------- | -------- |
|                                                                     | Ország                                                              | Arany                                                               | Ezüst                                                               | Bronz                                                               | Összesen |
| 1.                                                                  | Szlovénia (SLO)                                                     | 3                                                                   | 0                                                                   | 0                                                                   | 3        |
|                                                                     |                                                                     |                                                                     |                                                                     |                                                                     |          |
| 2.                                                                  | Németország (GER)                                                   | 0                                                                   | 1                                                                   | 1                                                                   | 2        |
| 3.                                                                  | Norvégia (NOR)                                                      | 0                                                                   | 1                                                                   | 0                                                                   | 1        |
| 3.                                                                  | Oroszország (RUS)                                                   | 0                                                                   | 1                                                                   | 0                                                                   | 1        |
|                                                                     |                                                                     |                                                                     |                                                                     |                                                                     |          |
| 5.                                                                  | Ausztria (AUT)                                                      | 0                                                                   | 0                                                                   | 1                                                                   | 1        |
| 5.                                                                  | Olaszország (ITA)                                                   | 0                                                                   | 0                                                                   | 1                                                                   | 1        |
|                                                                     |                                                                     |                                                                     |                                                                     |                                                                     |          |
| Összesen                                                            | Összesen                                                            | 3                                                                   | 3                                                                   | 3                                                                   | 9        |

## Érmesek
| A 2016. évi téli ifjúsági olimpiai játékok érmesei síugrásban |                                                             |       |                                                               |       |                                                               |       |
| Versenyszám                                                   | Arany                                                       | Arany | Ezüst                                                         | Ezüst | Bronz                                                         | Bronz |
| Fiú egyéni, normálsánc                                        | Bor Pavlovčič · Szlovénia (SLO)                             | 262,8 | Marius Lindvik · Norvégia (NOR)                               | 251,0 | Jonathan Siegel · Németország (GER)                           | 236,0 |
| Lány egyéni, normálsánc                                       | Ema Klinec · Szlovénia (SLO)                                | 249,3 | Sofia Tikhonova · Oroszország (RUS)                           | 237,6 | Lara Malsiner · Olaszország (ITA)                             | 231,6 |
| Vegyes csapatverseny                                          | Szlovénia (SLO) · Ema Klinec · Bor Pavlovčič · Vid Vrhovnik | 709,5 | Németország (GER) · Agnes Reisch · Tim Kopp · Jonathan Siegel | 675,5 | Ausztria (AUT) · Julia Huber · Florian Dagn · Clemens Leitner | 666,7 |